# Guillaume Astanove Ier de Fezensac
Guillaume Astanove Ier de Fezensac, est un comte de Fezensac du XIe siècle. Il est mort vers 1064.

## Biographie
Il succède à son père Aymeric Ier un peu avant 1032.
Il fut le soutien de son oncle Raymond Ier Copa, archevêque d'Auch, qui entreprit de mettre des chanoines à la cathédrale d'Auch, puis du successeur de ce dernier, Saint Austinde,. Il fonda également le monastère d'Aurivalle qu'il soumit à l'abbaye de Simorre

Il a d'abord eut une épouse dont l'histoire n'a pas transmis le nom, qu'il répudia pour épouser Constance, qui donna le jour à deux fils :
- Aymeric II, qui lui succède comme comte de Fézensac ;
- Bernard.